# 학교 다녀오겠습니다
《학교 다녀오겠습니다》는 JTBC의 예능 프로그램이다.

## 출연자

### 고정 출연자
- 강남
- 김정훈[1]
- 성동일
- 윤도현
- 브라이언
- 혜박
- 김종민
- 남주혁

## 방송 시간
| 방송 기간                          | 회차      | 방송 시간           |
| ---------------------------------- | --------- | ------------------- |
| 2014년 7월 12일 ~ 2014년 12월 6일  | 1회~22회  | 토요일 밤 9시 40분  |
| 2014년 12월 13일 ~ 2015년 1월 24일 | 23회~29회 | 토요일 밤 11시      |
| 2015년 2월 3일 ~ 2015년 9월 15일   | 30회~61회 | 화요일 밤 11시      |
| 2015년 9월 22일 ~ 2015년 10월 13일 | 62회~65회 | 화요일 밤 10시 50분 |
| 2015년 10월 20일 ~ 2015년 11월 3일 | 66회~68회 | 화요일 밤 9시 30분  |

## 방영 목록
| 회차        | 날짜                               | 학교                             | 출연자                                                             |
| 1회 ~ 5회   | 2014년 7월 12일 ~ 8월 9일          | 선정고등학교                     | 성동일, 윤도현, 남주혁, 브라이언, 혜박, 김종민, 허가윤, 강준       |
| 6회 ~ 9회   | 2014년 8월 16일 ~ 9월 6일          | 신장고등학교                     | 성동일, 윤도현, 남주혁, 브라이언, 혜박, 홍은희, 조권               |
| 10회 ~ 14회 | 2014년 9월 13일 ~ 10월 11일        | 인천외국어고등학교               | 성동일, 윤도현, 남주혁, 강남, 오상진, 허지웅                       |
| 15회 ~ 18회 | 2014년 10월 18일 ~ 11월 8일        | 인하대학교 사범대학 부속고등학교 | 성동일, 윤도현, 남주혁, 강남, 박명수, 에네스 카야, 줄리안 퀸타르트 |
| 19회 ~ 22회 | 2014년 11월 15일 ~ 12월 6일        | 일산대진고등학교                 | 성동일, 윤도현, 남주혁, 강남, 이종혁, 장기하, 한상진               |
| 23회 ~ 25회 | 2014년 12월 13일 ~ 12월 27일       | 고려대학교 사범대학 부속고등학교 | 성동일, 윤도현, 남주혁, 강남, 이종혁, 바비 킴, 징고                |
| 26회        | 2015년 1월 3일                     | 강나면주 특집                    | 남주혁, 강남                                                       |
| 27회 ~ 29회 | 2015년 1월 10일 ~ 2015년 1월 24일  | 한양공업고등학교                 | 성동일, 윤도현, 남주혁, 강남, 정준하, 조동혁, 장기용               |
| 30회 ~ 33회 | 2015년 2월 3일 ~ 2015년 2월 24일   | 서귀포산업과학고등학교           | 성동일, 남주혁, 강남, 김희원, 이규한, 이정신                       |
| 34회 ~ 35회 | 2015년 3월 3일 ~ 2015년 3월 10일   | 하와이안 미션 아카데미           | 남주혁, 강남                                                       |
| 36회 ~ 39회 | 2015년 3월 17일 ~ 2015년 4월 7일   | 과천외국어고등학교               | 남주혁, 강남, 전현무, 강용석, 은지원, 강균성, 하니, 지민           |
| 40회 ~ 43회 | 2015년 4월 14일 ~ 2015년 5월 5일   | 경기예술고등학교                 | 강남, 조영남, 은지원, 유라, 슬기, 이아현, 허각, 태민, 가인         |
| 44회 ~ 46회 | 2015년 5월 12일 ~ 2015년 6월 2일   | 한민고등학교                     | 강남, 윤소희, 김범수, 홍진경, 산이, 김수로, 전효성, 김성주         |
| 47회 ~ 50회 | 2015년 6월 9일 ~ 2015년 6월 30일   | 고양국제고등학교                 | 강남, 김정훈, 안내상, 박정현, 오정연, 손호준, 조이현               |
| 51회 ~ 52회 | 2015년 7월 7일 ~ 2015년 7월 14일   | 한림초등학교 비양분교            | 강남, 김정훈, 김범수, 정진운                                       |
| 53회 ~ 56회 | 2015년 7월 21일 ~ 2015년 8월 11일  | 현대청운고등학교                 | 강남, 김정훈, 고주원, 리키김, 강승현, 정은지, 엔                   |
| 57회 ~ 58회 | 2015년 8월 18일 ~ 2015년 8월 25일  | 동경한국학교                     | 강남, 김정훈, 정준하, 심형탁                                       |
| 59회 ~ 62회 | 2015년 9월 1일 ~ 2015년 9월 22일   | 서인천고등학교                   | 강남, 김정훈, 추성훈, 홍진호, 한승연, 신수지, 샤킬 오닐            |
| 63회 ~ 65회 | 2015년 9월 29일 ~ 2015년 10월 13일 | 김포제일고등학교                 | 강남, 김정훈, 표창원, 김영호, 이기찬, 김유미, 김남주               |
| 66회 ~ 68회 | 2015년 10월 20일 ~ 2015년 11월 3일 | 청심국제고등학교                 | 강남, 김정훈, 이준석, 샘 해밍턴, 후지이 미나, 예은, 혜이니         |

## 같이 보기
- 버라이어티 쇼